# Josie Green
Josie Green (Hemel Hempstead, 25 april 1993) is een voetbalspeelster uit Wales. Ze speelt als middenvelder voor Crystal Palace in het Championship.

## Clubcarrière
Green begon haar voetbalcarrière bij Watford. Ze maakte haar eerste opwachting voor de club tijdens de Premier League in het seizoen 2010/11. In februari 2016 verliet ze de club voor het op een lager niveau actief Tottenham Hotspur. Ze maakte haar opwachting in de tweede seizoenshelft van het seizoen 2015/16. Green verklaarde jaren later dat ze Watford verliet omdat ze het voetbalplezier was kwijtgeraakt.
Green wist in haar debuutseizoen met de Spurs te promoveren naar het Championship. In de daaropvolgende seizoenen startte ze in 15 van de 20 competitiewedstrijden en wist ze nogmaals te promoveren met Tottenham Hotspur naar de Super League. Voorafgaand aan het seizoen 2019/20 tekende Green haar eerste profcontract in Londen. In augustus 2020 werd Green benoemd tot nieuwe aanvoerster van de club na het stoppen van Jenna Schillaci. Al eerder was Green reserve-aanvoerder tijdens het seizoen 2019/20.

## Statistieken
| Seizoen | Club              | Land     | Competitie   | Wedstrijden | Doelpunten |
| ------- | ----------------- | -------- | ------------ | ----------- | ---------- |
| 2018/19 | Tottenham Hotspur | Engeland | Super League | 1           | 1          |
| 2019/20 | Tottenham Hotspur | Engeland | Super League | 14          | 0          |
| 2020/21 | Tottenham Hotspur | Engeland | Super League | 14          | 0          |
| 2021/22 | Tottenham Hotspur | Engeland | Super League | 11          | 1          |
| 2022/23 | Leicester City    | Engeland | Super League | 15          | 1          |
| 2023/24 | Leicester City    | Engeland | Super League | 16          | 0          |
| 2024/25 | Crystal Palace    | Engeland | Super League | 17          | 0          |
| Totaal  | Totaal            | Totaal   | Totaal       | 88          | 3          |

Laatste update: 12 juni 2025

## Interlandcarrière
Green werd geboren in Engeland, maar identificeert zich als Welsh door haar grootvader, die werd geboren in Pontypool.
Green maakte haar debuut voor het Welsh voetbalelftal op 21 augustus 2010 door als invalster haar opwachting te maken in een kwalificatieduel voor het WK 2011 tegen Azerbeidzjan. Ze was nog maar zestien ten tijde van haar debuut. Green keerde erna terug naar Wales -19 om vervolgens tot 2014 niet uit te komen voor Wales. Na 2014 besloot Green niet meer opgeroepen te willen worden om meer tijd door te kunnen brengen met haar familie, vooral haar vader die ernstig ziek was. In oktober 2018 keerde Green weer terug tijdens een trainingskamp van Wales. Op 29 augustus 2019 speelde Green haar eerste interland in vijf jaar in een kwalificatieduel tegen Faeröer Eilanden voor het EK 2022.